# Java Desktop System
Sun Java Desktop System es un entorno de escritorio para Solaris desarrollado por Sun Microsystems, que anteriormente también estuvo disponible para Linux.
Basado en el proyecto Mad Hatter, que vio la luz a finales del 2003, el objetivo se centra en el desarrollo de un Linux amigable acompañado de su Star Office y Java, además de Gnome, Mozilla, Evolution o Pidgin y está basado en estándares abiertos.
En un principio Java Desktop System se basaba en la distribución Suse, que fue comprada a posteriori por Novell, pero más tarde los ejecutivos de Sun decidieron que Java Desktop System se base en Solaris, su otro sistema operativo. Así los planes de Sun incluyen de esta manera unificar la interfaz de usuario de sus sistemas basados en Linux con los basados en Solaris. Para algunos críticos sólo es un intento por ganar algunos usuarios para Solaris y, a largo plazo, ofrecer una versión unificada en el escritorio de equipos personales y estaciones de trabajo. Quizás sea un adelanto de la tan discutida liberación de Solaris.
Java Desktop System ha conseguido cierto éxito en mercados asiáticos. Según los acuerdos, Sun proporcionará un millón de unidades del Java Desktop System al año, acuerdo que proveerá de un sistema operativo a China a la espera de que fructifique su acuerdo con Japón y Corea para el desarrollo de un sistema propio, tendencia clara en los chinos, que están elaborando su propia alternativa al DVD, los llamados EVD.
Java Desktop System actualmente está en su versión 3, exclusivamente para Solaris 10. En esta nueva versión sigue manteniendo el software con el que Sun quiere competir con Windows: escritorio GNOME 2.6, suite de navegación Mozilla, ofimática con StarOffice, Gaim, RealPlayer y Novell Evolution.
Según sus creadores, Sun Java Desktop System, es la primera alternativa viable a Microsoft Windows. Es el único entorno con total integración con la tecnología Java, haciendo posible ejecutar sin ninguna modificación miles de aplicaciones Java bajo el mismo aspecto gráfico.

## Características básicas
- Económico: menor coste de compra frente al sistema operativo Microsoft Windows y su suite ofimática Microsoft Office.

- Menor complejidad: totalmente integrado en un solo paquete para facilitar la instalación, gestión y manejo.

- Seguridad: el estricto control de acceso a "root" en Linux/Unix previene virus que modifican ficheros. Java, con su infraestructura de seguridad controla el entorno del sistema ante posibles ataques de virus.

- Interoperabilidad: ficheros y documentos pueden ser compartidos e impresos en entornos Windows y Unix; Los sistemas existentes se mantienen sin alteración, incorpora soporte para nuevos idiomas como coreano, japonés y portugués/brasileño.